# Назырова
Назырова — деревня в Аргаяшском районе Челябинской области России. Входит в состав Аязгуловского сельского поселения.
Деревня основана при отделении колхоза имени Куйбышева. Названа по фамилии первопоселенца (назыр — антропоним арабского происхождения, в переводе означает «обет», «торжественное обещание»).

## География
Расположена в северо-западной части района, на берегу реки Зюзелки, рядом проходит ж.д. линия Челябинск — Верхний Уфалей (ЮУЖД), до районного центра села Аргаяш 9 км, до центра сел. поселения села Аязгулова — 3 км.

## Население
| 2002 | 2010 |
| ---- | ---- |
| 36   | ↘24  |

(в 1939 — 83, в 1970—179, в 1983 — 81, в 1995 — 28)

## Улицы
- Заречный переулок
- Центральная улица